# John Appel

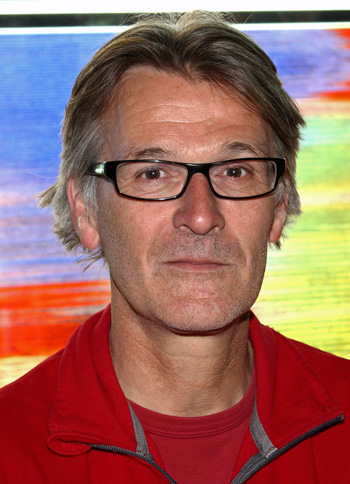
John Appel in 2009

John Appel (Wognum, 25 november 1958) is een Nederlands documentairemaker.

## Werk
Naast het regisseren van documentaires is John Appel cameraman geweest bij diverse documentaires en jeugdseries. Sinds 2001 is hij ook gastdocent op de Nederlandse Film en Televisie Academie. In 1999  werd John Appel bekend bij een groot publiek met  de documentaire Zij gelooft in mij. De film betekende ook de zoveelste opleving in de carrière van de hoofdpersoon André Hazes.

### Enkele van zijn documentaires
Zij gelooft in mij (1999) werd in 1999 verkozen tot beste film op het IDFA en won daarmee de Joris Ivens Award. In de film wordt Hazes tien maanden lang op de voet gevolgd. Van optredens in het buitenland tot in zijn eigen huis wordt de populaire zanger van het levenslied gevolgd. De film schetst een beeld van een man die vaak in de knel komt met zijn zenuwen en daardoor een eenzaam en soms zwaar bestaan leidt.
In de documentaire Het Beloofde Land (2000) ging John Appel op zoek naar het verhaal achter het krantenbericht "Man ligt maand lang dood in flat". In de aangrijpende film probeert Appel een antwoord te vinden op de vraag bij wie in het geval van een vergeten dode de morele verantwoordelijkheid ligt. Hadden buren, familie, vrienden of collega's niks moeten merken? Appel regisseerde deze film in het kader van het project De tien geboden van de IKON. Onder andere Jos de Putter, Karin Junger, Pieter Fleury en Heddy Honingmann droegen ook bij aan deze serie. De serie was een idee van documentaireproducent Paul de Bont.
In de documentaire De laatste overwinning (2004) worden de inwoners van de wijk Civetta in Siena gevolgd die zich opmaken voor de jaarlijkse lokale paardenrace de Palio. Het is al 24 jaar geleden dat Civetta de jaarlijkse race heeft gewonnen. Voor hen is dat een loodzware wetenschap, omdat de race ontzettend veel voor hen betekent. De climax komt met de uiteindelijke bloedstollende race, waar de zenuwen van de toeschouwers en deelnemers voor de kijker voelbaar zijn.
In de documentaire The Player (2009) onderzoekt Appel wat gokkers beweegt en waarom zij hun verslaving zo moeilijk onder controle kunnen krijgen.  Geïnspireerd door het avontuurlijke maar ook tragische leven van zijn vader, gaat John Appel in deze documentaire op zoek naar de ware aard van de speler. Aan de hand van portretten van een bookmaker bij de paardenkoersen, een pokerspeler en een gevangengenomen rasoplichter, die zich ieder de kunst van het winnen én verliezen eigen hebben gemaakt, schetst John Appel een psychologisch portret van zijn vader, die niet slechts een gewone gokker was, maar een echte speler.

### Filmografie
- Radio Daniëlle (1987)
- Johnny Meijer (1993)
- De romantische lijn (1997)
- Zij gelooft in mij (1999)
- Dodengang (1999)
- Senegal Surplace (2003)
- De laatste overwinning (2004)
- There goes my heart (2005)
- The Player (2009)
- Wrong time wrong place (2012)
- Eritrea Stars (2015)
- Sprekend Nederland (2018)
- Once The Dust Settles (2020)
- F*ck Normaal (2025)